# Chabówka
Chabówka ist ein Dorf in Polen in der Woiwodschaft Kleinpolen, das zur Gemeinde Rabka-Zdrój gehört. Es liegt westlich des Stadtzentrums von Rabka-Zdrój an der polnischen Landesstraße Droga krajowa 47.
Der 1884 eröffnete Bahnhof Chabówka ist Endpunkt der Strecke aus Sucha Beskidzka und Beginn der Strecken nach Nowy Targ–Zakopane und Rabka-Zdrój–Nowy Sącz.

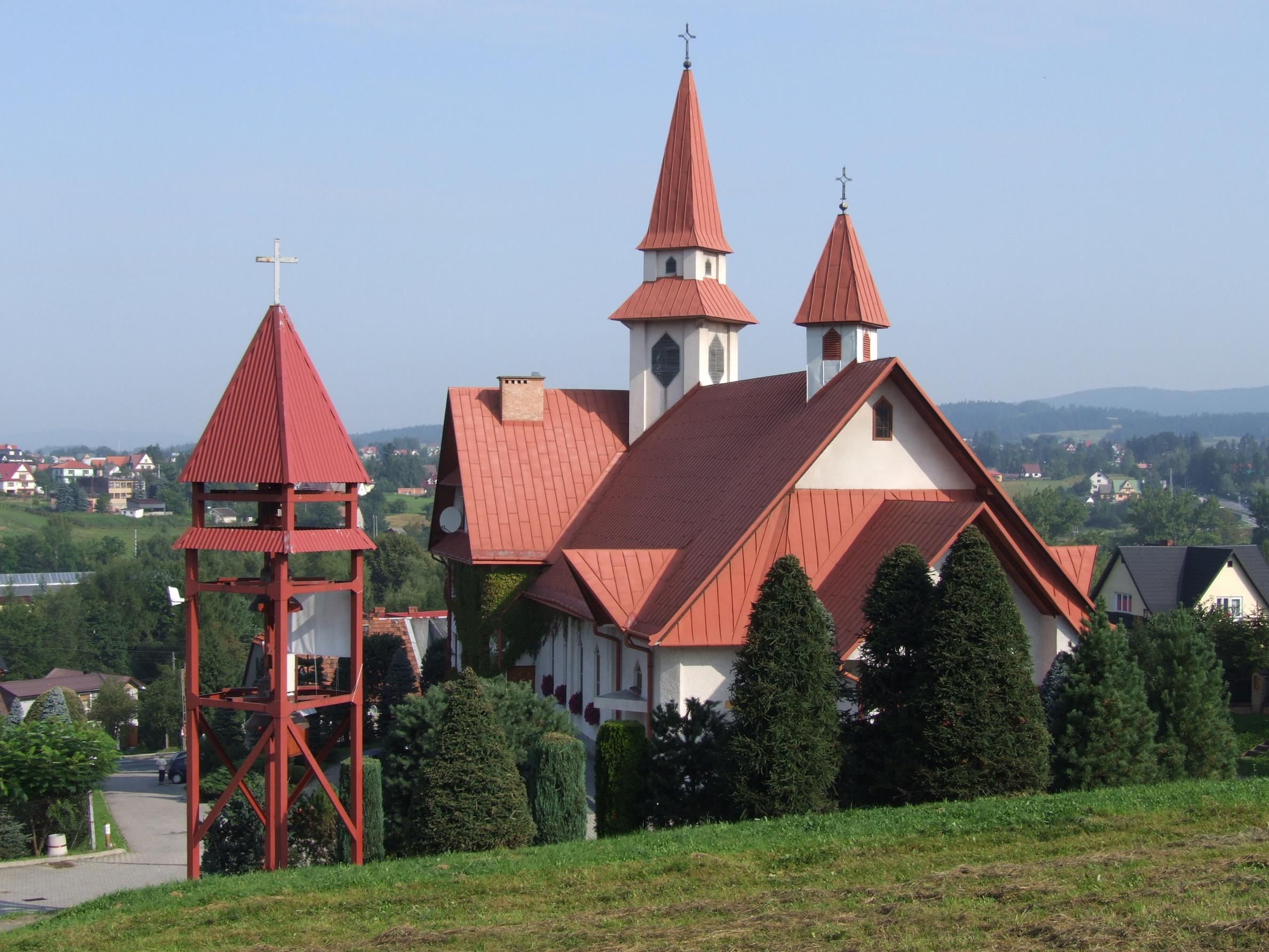
Kirche in Chabówka

Überregional bekannt ist Chabówka für das Museum für Fahrzeuge und Bahntechnik. Dieses befindet sich westlich des Bahnhofs im ehemaligen Bahnbetriebswerk. Ausgestellt sind verschiedene historische Eisenbahnfahrzeuge aus Polen.